# Sahti
Sahti és una cervesa tradicional de Finlàndia feta d'una varietat de cereals, maltejats o sense maltejar, inclou ordi, sègol, blat, i civada; de vegades el pa fet amb aquests cereals fermenta en lloc de la malta. Tradicionalment és assaborida amb fruits de ginebre afegint o substituint el llúpol. El sahti té una aroma de banana deguda al llevat. El sahti és una cervesa del tipus ale. Tradicionalment és d'elaboració casolana però també es fa industrialment. El sahti industrial té un grau alcohòlic del 8%.